# Матусевич Михайло Якович
Михайло Якович Матусевич (1929—2007)  — художник.

## Біографія
Народився в Одесі в 1929 році. Розпочав свою малярську діяльність у школі, де був визначним художником
У 1941 році Матусевич і його брати поїхали на літні канікули за місто з бабусею і дідусем.

### Друга світова війна
Через два тижні розпочалася Друга світова війна і вони не змогли повернутися до батьків в Одесу.
Матусевич тікав від нацистів, пробираючись пішки, а потім і потягом, часто зазнаючи бомбардувань. Він страждав від голоду і був поранений в ногу.
Вони досягли Таджикистану в Середній Азії, і там Матусевич закінчив початкову школу. Місцеве населення становило мусульмани та російську меншість, яка, за словами Матусевича, страждала від недружнього, антисемітського і навіть жорстокого ставлення. Матусевич багато годин малював; робив копії листівок з великих картин, малював портрети з фотографій. Він вперше спробував використовувати олійні фарби, змішував олійні фарби з гуашшю та акрилом. Юнак годинами стояв, спостерігаючи за роботою художників у ремісничому центрі біля його будинку.

### Післявоєнні роки
Після закінчення війни родина повернулася до Одеси в 1945 році.
Матусевич влаштувався зварювальником на завод, але мріяв бути художником і навчатися в Одеському художньому училищі імені Грекова.

### Навчання
У 19 років Матусевич склав вступні іспити і був прийнятий, незважаючи на жорстку конкуренцію та неофіційні обмеження щодо євреїв. Матусевич розпочав навчання з великим ентузіазмом, але вони були перервані в середині першого курсу, оскільки він був завербований до Червоної Армії. Матусевич чотири роки прослужив моряком на Балтійському морі. Він добре проводив час у навчанні, малюючи портрети друзів та брав участь у групових виставках.
У 1953 році Матусевич повернувся до навчання ще на п'ять років. Студенти повинні були малювати в режимі соцреалізму, що є результатом відомого гасла, що мистецтво належить народу, а тому художник — слуга народу.
У 1958 році Матусевич закінчив навчання. Його батьки допомогли йому присвятити багато часу малюванню. Про це він каже: «Мені завжди було важливо намалювати те, що було близьке моєму погляду на життя. Я бачив наскрізне життя єврейської вулиці, і це допомогло мені описати в живописі особливу атмосферу Одеси. Деякі дорікали мені, що я малював Одесу як село, а не як сучасне, офіційне радянське місто. Але це була та Одеса, яку я любив. Я відчув, що ця унікальна атмосфера поступово зникає».
Важливим художником, який вплинув на Матусевича, був Вінсент Ван Гог. Коли до Москви з Нідерландів прибула виставка Ван Гога, Матусевич поспішив її подивитися. Він знайшов багато спільного з великим художником.
У 1962 році Матусевич брав участь у груповій виставці одеських художників. У статті, написаній на виставці високо оцінюється його картина: «Весняний день з кіньми». Згодом художник брав участь у багатьох виставках, організованих конфедерацією художників в Одесі. Влада не була в захваті від його стилю і закликала його малювати політичні сюжети, але публіці він дуже сподобався, що було важливо для художника.

### Ізраїль
У 1974 році він прибув до Ізраїлю і відразу відчув глибоку спорідненість з пейзажем, наче бував там раніше, і зобразив країну фарбами. Тут Матусевич познайомився з Римою Кравіц, лікарем, з якою він одружився у 1975 році .
У 1987 році Матусевич відкрив власну галерею в Тель-Авіві.

## Смерть і спадщина
Матусевич помер у 2007 році, залишив по собі понад 400 картин, які відтоді перебували в галереї. Рима Кравіц, його дружина, не мала часу й сміливості керувати галереєю.
У 2017 році онук Матусевича — двадцятилітній Бар Матусевич вирішив взяти на себе відповідальність за галерею. Коли часи змінилися, він разом з Римою створив онлайн-галерею, щоб усі його картини були доступні по всьому світу.